# 夏赛错
夏赛错（藏語：ཤ་སེར་མཚོ，威利转写：sha ser mtsho，THL：Shaser Tso，藏语拼音：Xasêr Co），又譯吓萨尔错，是中国西藏自治区岡底斯山脈西段的一座淡水湖，地處阿里地区革吉县革吉镇西南部一座狭长的河谷中，属于印度河上游流域内的外流湖。湖面海拔5136米，面积14.5平方公里。湖区年均气温2℃，年降水量100～150毫米左右。湖水主要靠冰雪融水补给，集水区面积220.5平方公里。湖水经东北端出流泄入狮泉河。